# Marian Montgomery
Marian Montgomery (* 17. November 1934 in Natchez, Mississippi als Marian Maud Runnells; † 22. Juli 2002 in Bray (Berkshire)) war eine amerikanische Jazzsängerin, die hauptsächlich in Großbritannien lebte. Sie machte das dortige Fernsehpublikum als Marion Montgomery mit zahlreichen Jazzstandards bekannt.

## Leben und Wirken
Montgomery startete ihre Karriere noch als Schülerin in Atlanta, wo es zu ersten Fernseh- und Clubauftritten kam; sie sang dann in Chicago, wo sie auf Vermittlung von Peggy Lee einen Plattenvertrag erhielt und zunächst als Marian Montgomery auftrat. 1965 arbeitete sie in England mit John Dankworth. Nachdem sie den britischen Pianisten Laurie Holloway geheiratet hatte, zog sie nach England, wo sie fürs Fernsehen arbeitete und in den 1970er Jahren regelmäßig in der Show von Michael Parkinson auftrat und Jazzsongs interpretierte. Auch arbeitete sie mit Richard Rodney Bennett in Konzerten und auf Alben zusammen. Ihre Version von „Maybe the Morning“ war die Erkennungsmelodie der englischen Sendungen von Radio Luxembourg. 
Digby Fairweather betonte in Jazz Rough Guide, dass sie nicht nur den Blues im Blut habe, den sie „mit rauchiger Stimme faszinierend unterkühlt singt“ und eine enorme Bühnenpräsenz gehabt habe.

## Diskographie
- Marian Swings for Winners and Losers, Capitol (1962)
- Let there be Marian Montgomery, Capitol (1963)
- Lovin’ is Livin’, Capitol (1965)
- What’s New?, Decca 74773
- Marian in the Morning, Polydor 2383159 (1972)
- Surprise Surprise (mit Richard Rodney Bennett), Cube HIFLY 24 (1977)
- Town and Country (mit Richard Rodney Bennett), Cube HIFLY 28 (1978)
- On Stage, Cube HIFLY 29 (1982)
- Puttin’ on the Ritz (mit Richard Rodney Bennett), Cube HIFLY 40, (1984)
- I Gotta Right to Sing (live at Ronnie Scott’s Jazz Club), Jazz House Records, 003 1988 (1988)
- Sometimes in the Night, See for Miles (1989)
- Mellow, See for Miles (1994)
- A Night at Ronnie’s (recorded live), Ronnie Scott’s Jazz House
- Nice and Easy (live), Ronnie Scott’s Jazz, (1989)
- For the Love of Mercer Vol 1, Elgin (1997)
- For the Love of Mercer Vol 2, Elgin (1997)
- Makin’ Whoopie (mit Mart Rodger Manchester Jazz), Bowstone Records (1993)
- Ballads and Blues, Elgin (1999)
- That Lady from Natchez, Audiophile (1999)
- Skylark, UCJ (2004)

## Lexikalische Einträge
- Ian Carr, Digby Fairweather, Brian Priestley: Rough Guide Jazz. Der ultimative Führer zur Jazzmusik. 1700 Künstler und Bands von den Anfängen bis heute. Metzler, Stuttgart/Weimar 1999, ISBN 3-476-01584-X.
- Leonard Feather, Ira Gitler: The Biographical Encyclopedia of Jazz. Oxford University Press, New York 1999, ISBN 0-19-532000-X.